# صوار الشفرين الكبيرين الخلفي
صِوار الشَفرين الكبيرين الخَلفي (بالإنجليزية: Posterior commissure of labia majora)‏، هوَ الارتباط الخِلفي بين الشَفرين الكَبيرين، وهوَ يظهر أعلى العِجان.

## المَراجع
هذه المقالة تعتمد على مواد ومعلومات ذات ملكية عامة، من الصفحة رقم 1265  الطبعة العشرين لكتاب تشريح جرايز لعام 1918.